# Konstantin zu Salm-Salm

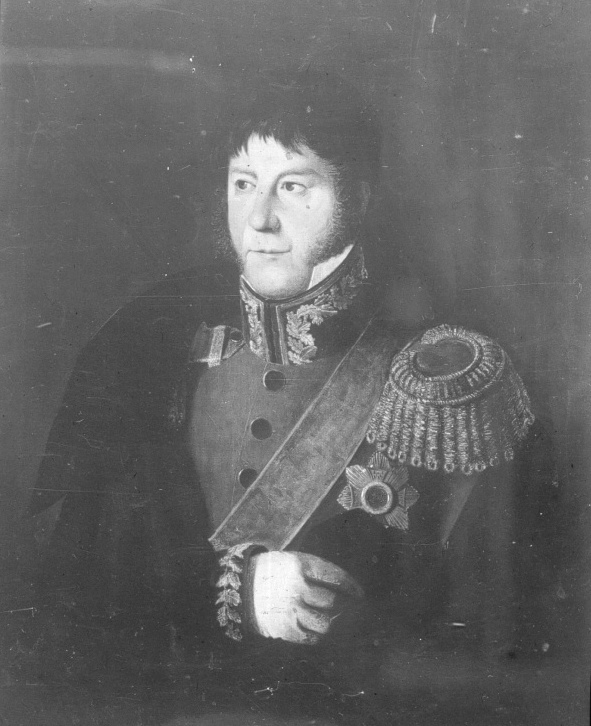
Konstantin zu Salm-Salm

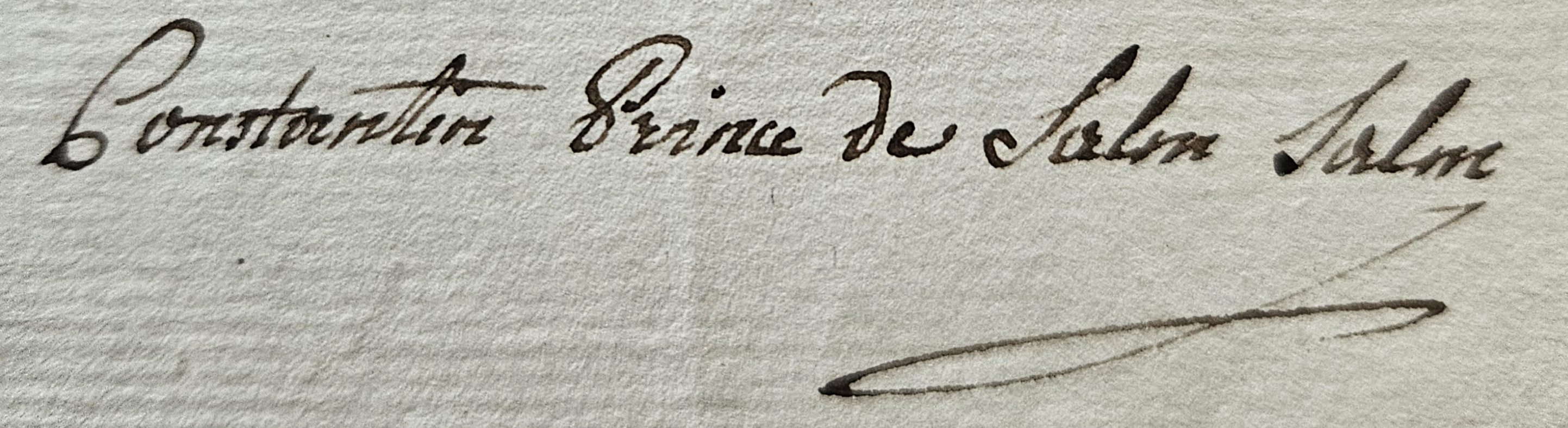
Unterschrift Konstantins in einem Brief vom 28. Januar 1800 an Napoleon Bonaparte

Konstantin (Constantin) Alexander Joseph Johann Nepomuk 3. Fürst zu Salm-Salm (* 22. November 1762 in Hoogstraten (Hoogstraeten); † 25. Februar 1828 in Karlsruhe) war neben Friedrich IV. zu Salm-Kyrburg einer der beiden souveränen Fürsten im Fürstentum Salm (1802–1811).

## Leben
Am 22. November 1762 wurde er als Sohn von Maximilian Friedrich Ernst von Salm-Salm (1732–1773) und von Marie Luise Eleonore Landgräfin von Hessen-Rheinfels-Rotenburg (1729–1800) auf Gelmelslot in Hoogstraeten geboren. Marie Luise war die Enkelin von Ernst Leopold und Tochter von dessen Sohn Joseph. Vater Maximilian Friedrich Ernst Prinz zu Salm-Salm (1732–1773) war der jüngere Bruder des Ludwig Karl Otto, 2. Fürst zu Salm-Salm (1721–1778). Die beiden Brüder führten einen langen Rechtsstreit um das umfangreiche Erbe bzw. das Testament ihres Vaters und dessen rechtlichen Bestand vor dem Kaiser in Wien. Einige der anderen 15 Geschwister bezogen wechselnde Positionen in dieser Auseinandersetzung, die bis zum zeitweisen Einmarsch in die Residenzstadt Senones führte. Durch den sog. Pariser Bruderfrieden vom 3. Juli 1771 wurde der Rechtsstreit beigelegt. Maximilian Friedrich Ernst Prinz zu Salm-Salm erbte Titel, Rechte und Einkünfte des Herzogs von Hoogstraten, des Geburtsortes von Konstantin Alexander Joseph. Der jüngere Bruder Maximilian starb fünf Jahre vor seinem älteren Bruder Ludwig Karl Otto. Letzterer starb am 29. Juli 1778 ohne direkten männlichen Erben. 
Konstantin wurde so der 3. Fürst zu Salm-Salm, war aber zu diesem Zeitpunkt noch nicht volljährig. Eigenhändig erklärte er sich für volljährig und kündigte die testamentarisch verfügte Vormundschaft seiner Mutter und seines Onkels auf. Der Onkel war Wilhelm Florentin von Salm-Salm (1745–1810), Bischof von Tournai (Belgien) und Erzbischof von Prag. Auch wechselte er einige Mitarbeiter aus. Insbesondere ernannte er Peter Franz Noël, einen Juristen vom Reichskammergericht und Professor für deutsches Staatsrecht an der Universität Trier, als neuen Intendanten für seine Verwaltung. Gegen seine Selbstermächtigung, die die Vormünder als Rechtsbruch ansahen, wurde beim Kaiser in Wien prozessiert. Am 25. Juli 1783 wurde die vorzeitige Volljährigkeitserklärung per Entscheid wieder aufgehoben. 

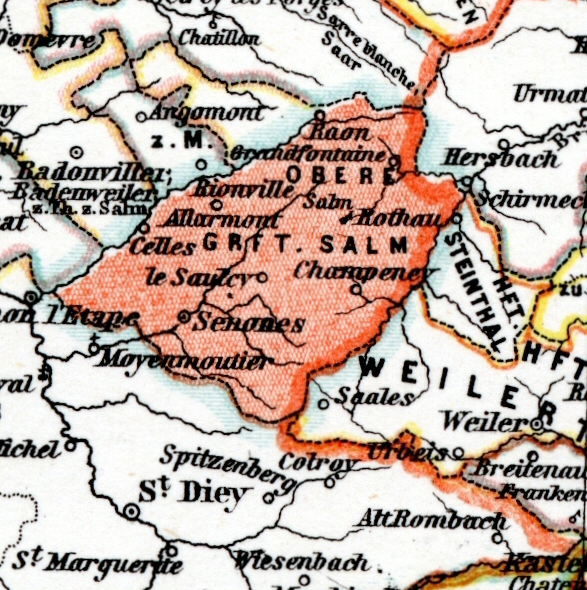
Karte der ehemaligen Oberen Grafschaft Salm, Vorläuferin des Fürstentums Salm-Salm, in dem Konstantin bis 1790 als letzter regierender Fürst im Schloss zu Senones residierte

Fürst Ludwig-Carl Otto zu Salm-Salm hatte 1751 Senones (Vogesen) zu seiner Residenz des Principauté Salm erwählt. Das Fürstentum Salm, das sich ab 1751 Fürstentum Salm-Salm nannte, war ab 1766 eine Exklave des Heiligen Römischen Reichs, umgeben von Frankreich. Es ging nach der Französischen Revolution (1789) infolge französischer Besetzung und Annexion (1793) als eigenständiges Herrschaftsgebiet unter. Im Frieden von Lunéville (1801) trat das Heilige Römische Reich Deutscher Nation alle linksrheinischen Länder an Frankreich ab. Konstantin, ein linksrheinischer Landesherr des Heiligen Römischen Reichs, zählte somit zu den depossedierten Reichsfürsten, denen nach Art. VII dieses internationalen Vertrages eine Entschädigung durch das Reich zustand. Er erhielt sie schließlich durch Säkularisation des Hochstifts Münster, dessen westliche Teile ihm und dem minderjährigen Fürsten Friedrich IV. zu Salm-Kyrburg zufielen. Bereits 1790 hatte Konstantin zu Salm-Salm, sein Stammland, das von der Revolution bedroht war, verlassen und zum 15. August 1791 zum neuen Hauptwohnsitz das Schloss Anholt in seiner westfälischen Herrschaft Anholt bestimmt, wo er fortan zusammen mit seiner Familie, der Dienerschaft und seinem obersten Beamten, dem Geheimrat und Kanzler Peter Franz Noël, residierte. Vor seiner Flucht hatte er noch am 24. Februar 1790 die Säkularisation der Abtei Senones betrieben, wogegen diese am 1. März im Kapitel protestierte und Beschwerde beim Reichskammergericht in Wetzlar einlegte. Dennoch wurde das Kloster 1793 aufgelöst.
Die Landeshoheit über das Fürstentum Salm in Westfalen erlangte Fürst Konstantin durch den Reichsdeputationshauptschluss 1803. In diesem Rechtsakt wurden ihm zwei Drittel der Ämter Bocholt und Ahaus des säkularisierten Hochstifts Münster als Entschädigung für das 1801 vom Heiligen Römischen Reich an Frankreich abgetretene linksrheinische Fürstentums Salm-Salm zugewiesen. Die reichsunmittelbare Herrschaft Anholt als rechtsrheinischen Besitz hatte er bereits beim Tode seines Vaters (1773) geerbt. Mit dem dritten Drittel der Ämter Bocholt und Ahaus, das der Fürst zu Salm-Kyrburg zugewiesen bekam, wurden die Territorien gemeinsam als Fürstentum Salm regiert. Für diesen Anteil an dem Fürstentum leitete Peter Franz Noël die Regierungsgeschäfte, bei denen dieser sich mit Franz Xaver von Zwackh, dem Vormundschaftsrat Friedrichs IV. zu Salm-Kyrburg, abstimmte.
Im Juli 1806 gehörten Konstantin Fürst zu Salm-Salm und Friedrich IV. Fürst zu Salm-Kyrburg zu den Gründern des Rheinbundes, einem west- und süddeutschen Militär- und Staatenbund unter dem Protektorat Napoleons I. Als vormalige Reichsfürsten schieden sie gleichzeitig aus dem Heiligen Römischen Reich aus. Mit der Gründung des Rheinbundes und der anschließenden Niederlegung der Reichskrone durch Franz II. erlangten die Fürsten und ihr Fürstentum Salm volle Souveränität. Faktisch war ihr kleines Land aber weitgehend ein Satellitenstaat Frankreichs.
Am 13. Dezember 1810 beschloss Frankreich, das Gebiet des Fürstentums Salm zu annektieren. Für diesen Verlust ließ er durch seinen Gesandten Jeremias Gottfried von Noël eine finanzielle Entschädigungsregelung aushandeln. Am 31. Dezember 1811 verlieh ihm Napoleon I. außerdem den herzoglichen Titel eines duc de l’Empire. Nach dem Zusammenbruch der französischen Herrschaft (1813/1814) gelang es den Fürsten zu Salm-Salm und Salm-Kyrburg nicht, die Landesherrschaft über das Fürstentum wiederzuerlangen. Der Wiener Kongress schlug das Gebiet des Fürstentums Salm 1815 dem Königreich Preußen zu. Die Fürsten zu Salm-Salm und Salm-Kyrburg waren fortan nur noch Standesherren in Preußen. Als solcher war er 1826 Mitglied des Provinziallandtages der Provinz Westfalen.
In den 1820er Jahren war Konstantin Förderer des deutschrömischen Nazareners Franz Nadorp. Am 17. Mai 1826 trat Fürst Konstantin, der bis dahin der katholischen Glaubensgemeinschaft angehört hatte, für seine Person durch feierlichen Schwur, den die evangelischen Theologen Carl Christian von Flatt und Friedrich Gottlieb Süskind in Stuttgart abnahmen, zum Protestantismus über, was eine ihm missliebige Berichterstattung in französischen und deutschen Zeitungen nach sich zog, worauf er noch im gleichen Jahr durch eine eigene Veröffentlichung in deutscher Sprache reagierte. Preußens König Friedrich Wilhelm III. gab am 9. Dezember 1826 eine Ehrenerklärung zugunsten Konstantins ab. Nach Fürst Konstantin wurde der Konstantinforst benannt, ein Waldgebiet bei Dingden (Stadt Hamminkeln).
Konstantins Grabstätte liegt in der Gruftkapelle Anholt, deren Umbau und Umwidmung zur Grablege seines Geschlechts er im Jahre 1804 selbst veranlasst hatte.

### Ehen und Nachkommen

Konstantins Erbe, Florentin, der 4. Fürst zu Salm-Salm (1786–1846)

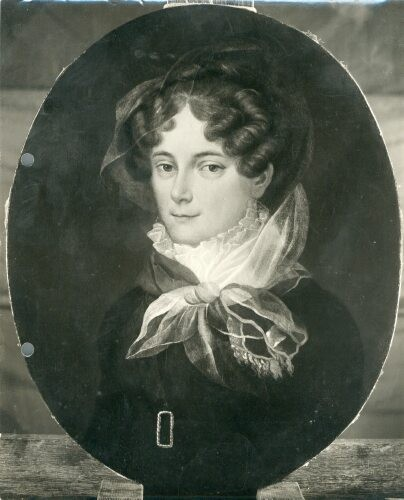
Maria Walburga Gräfin von Sternberg-Manderscheid (1770–1806), zweite Ehefrau Konstantins

Fürst Konstantin heiratete dreimal. Zunächst heiratete er 1782 in Püttlingen Viktoria Felizitas Prinzessin zu Löwenstein-Wertheim-Rochefort (1769–1789). Sie gebar ihm eine Tochter, Marie Viktoria Prinzessin zu Salm-Salm (1784–1786), und einen Sohn, den nachfolgenden 4. Fürsten Florentin zu Salm-Salm (1786–1846), der 1810 Flaminia de Rossi heiratete, eine Nichte von Félix Baciocchi, welcher seit 1797 Schwager von Napoleon Bonaparte war. 
1788 heiratete Konstantin in Vinoř (Böhmen) Maria Walburga Gräfin von Sternberg-Manderscheid (1770–1806), mit der er drei Söhne und vier Töchter hatte: 
- Christian Philipp Prinz zu Salm-Salm (1791–1791)
- Georg Leopold Maximilian Christian Prinz zu Salm-Salm (1793–1836) ⚭ Rosina Gräfin von Sternberg (1802–1870)
- Eleonore Wilhelmine Luise Prinzessin zu Salm-Salm (1794–1871) ⚭ Alfred von Croÿ (1789–1861)
- Johanna Wilhelmine Auguste Prinzessin zu Salm-Salm (1796–1868) ⚭ Philipp von Croÿ (1801–1871)
- Auguste Luise Marie Prinzessin zu Salm-Salm (1798–1837)
- Sophie Prinzessin zu Salm-Salm (1799–?)
- Franz-Joseph Friedrich Prinz zu Salm-Salm (1801–1842) ⚭ Marie Josephine Sophie Prinzessin zu Löwenstein-Wertheim-Rosenberg (1814–1876), deren einzige Tochter: Maria Eleonore Prinzessin zu Salm-Salm (1842–1891) ⚭ 1. Mariano Téllez-Girón (1814–1882), 12. Herzog von Osuna, ⚭ 2. Rudolf von Croÿ

1810 heiratete er schließlich in Den Haag die bürgerliche Catherina Bender (1791–1831, seit 1830 Frau Salm de Loon), die ihm fünf Söhne schenkte: 
- Otto Ludwig Oswald Graf von Salm-Hoogstraeten (1810–1869)
- Eduard August Georg Graf von Salm-Hoogstraeten (1812–1886)
- Rudolf Hermann Wilhelm Florentin Graf von Salm-Hoogstraeten (1817–1869)
- Albrecht Friedrich Ludwig Johann Graf von Salm-Hoogstraeten (1819–1904)
- Hermann Johann Ignaz Friedrich Graf von Salm-Hoogstraeten (1821–1902)